# Napirisza
Napirisza – bóg świata podziemnego i słodkich wód w mitologii elamickiej.
Kult zapoczątkowany w Anszanie, w II tysiącleciu p.n.e. rozpowszechniony również w Suzie. W czasach dynastii Igehalkidów (1350-1210 p.n.e.) był opiekunem królewskiego rodu.
Przedstawiany był jako mężczyzna siedzący na tronie ze zwiniętego węża, trzymającego w dłoniach wazę, z której lała się woda. Jego atrybutem był wąż lub stwór o ciele węża z ludzką głową.